# Municipio de Aurora (Kansas)
El municipio de Aurora (en inglés: Aurora Township) es un municipio ubicado en el condado de Cloud en el estado estadounidense de Kansas. En el año 2010 tenía una población de 120 habitantes y una densidad poblacional de 1,28 personas por km².

## Geografía
El municipio de Aurora se encuentra ubicado en las coordenadas 39°26′25″N 97°32′2″O / 39.44028, -97.53389. Según la Oficina del Censo de los Estados Unidos, el municipio tiene una superficie total de 93.5 km², de la cual 93,49 km² corresponden a tierra firme y (0,01 %) 0,01 km² es agua.

## Demografía
Según el censo de 2010, había 120 personas residiendo en el municipio de Aurora. La densidad de población era de 1,28 hab./km². De los 120 habitantes, el municipio de Aurora estaba compuesto por el 97,5 % blancos, el 1,67 % eran amerindios, el 0,83 % eran de otras razas. Del total de la población el 0,83 % eran hispanos o latinos de cualquier raza.